# Matukituki River
Der Matukituki River ist ein Fluss in Otago auf der Südinsel Neuseelands und Teil des Mount-Aspiring-Nationalparks.

## Geographie
Der Westarm des Matukituki River entspringt nahe dem Matukituki Saddle beim Mount Bevan in den Neuseeländischen Alpen. Durch zahlreiche kleine Zuflüsse unter anderem vom Rob-Roy-Gletscher und dem Maud-Francis-Gletscher gestärkt, vereint sich der Westarm nach circa 21 km mit dem Ostarm, welcher nahe dem Lois Peak entspringt und unter anderem den Kitchener River aufnimmt. Der Fluss mündet oberhalb der Roys Peninsula in das südliche Ende des Lake Wānaka.
Von der Mündung bis zum Raspberry Creek Car Park nahe dem Zusammentreffen des Westarms mit dem Rob Roy Stream folgt dem Fluss eine unbefestigte Straße.